# 10-es főút (Magyarország)

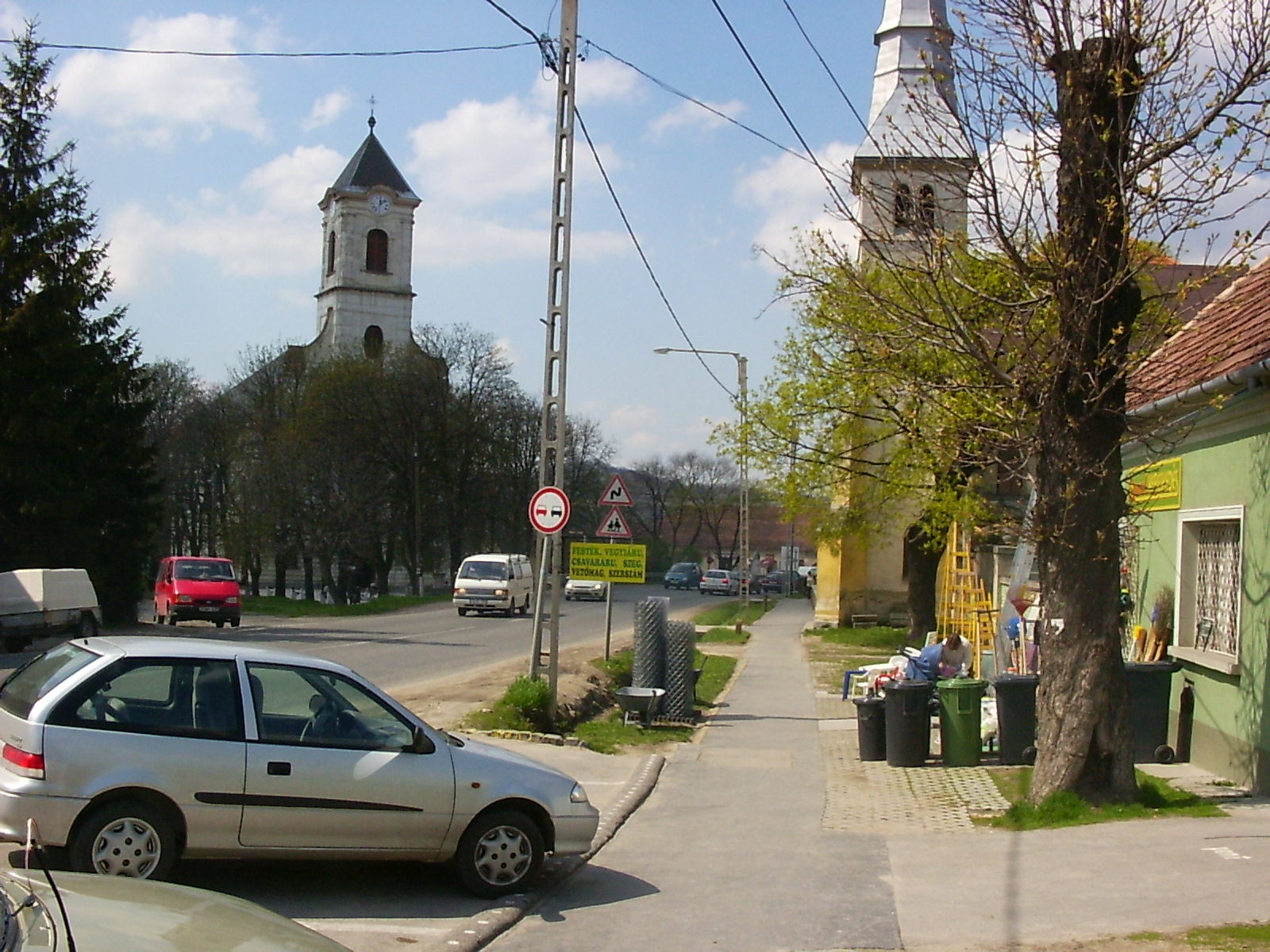
A főút piliscsabai szakasza

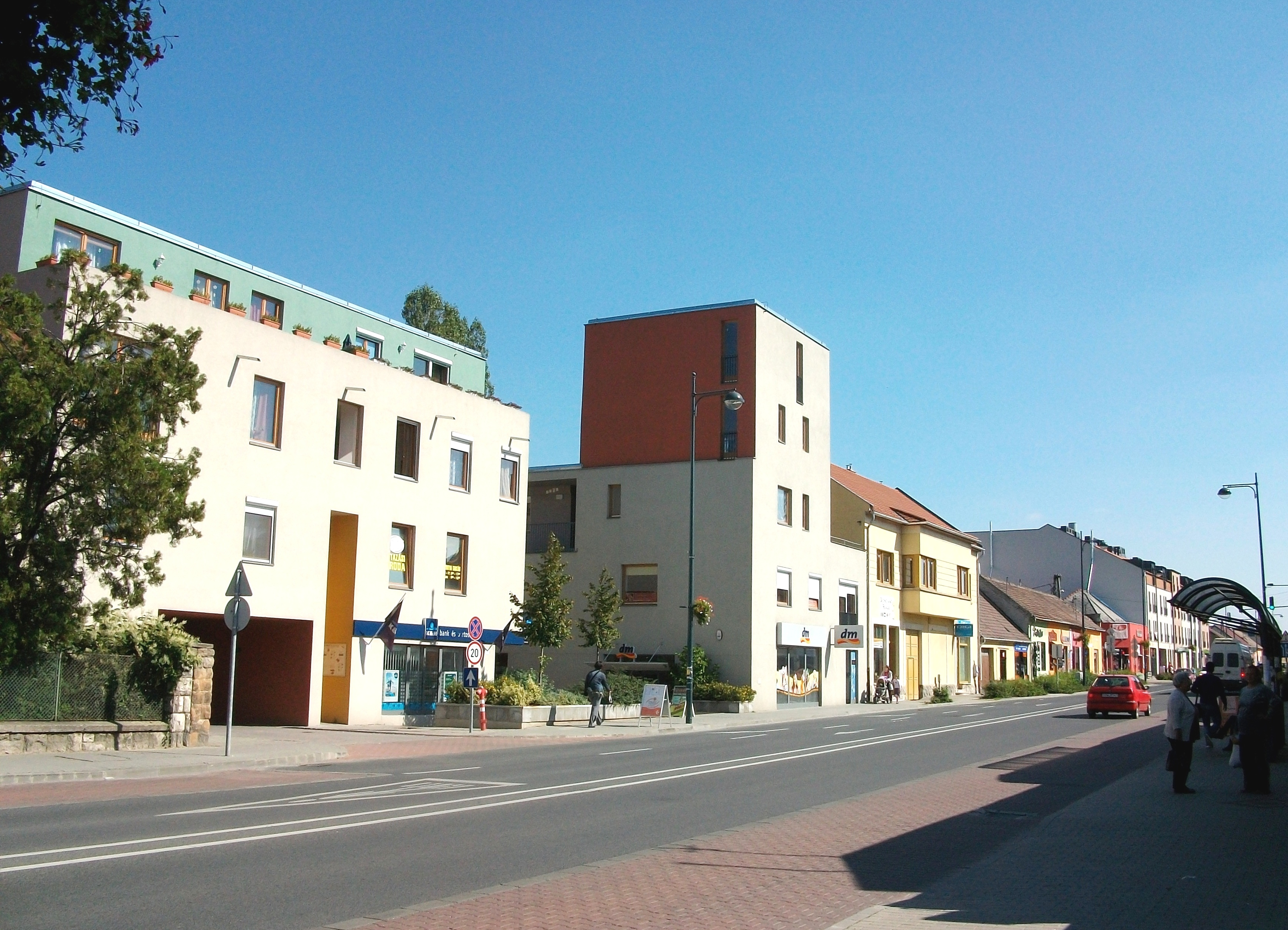
A 10-es főút Dorogon

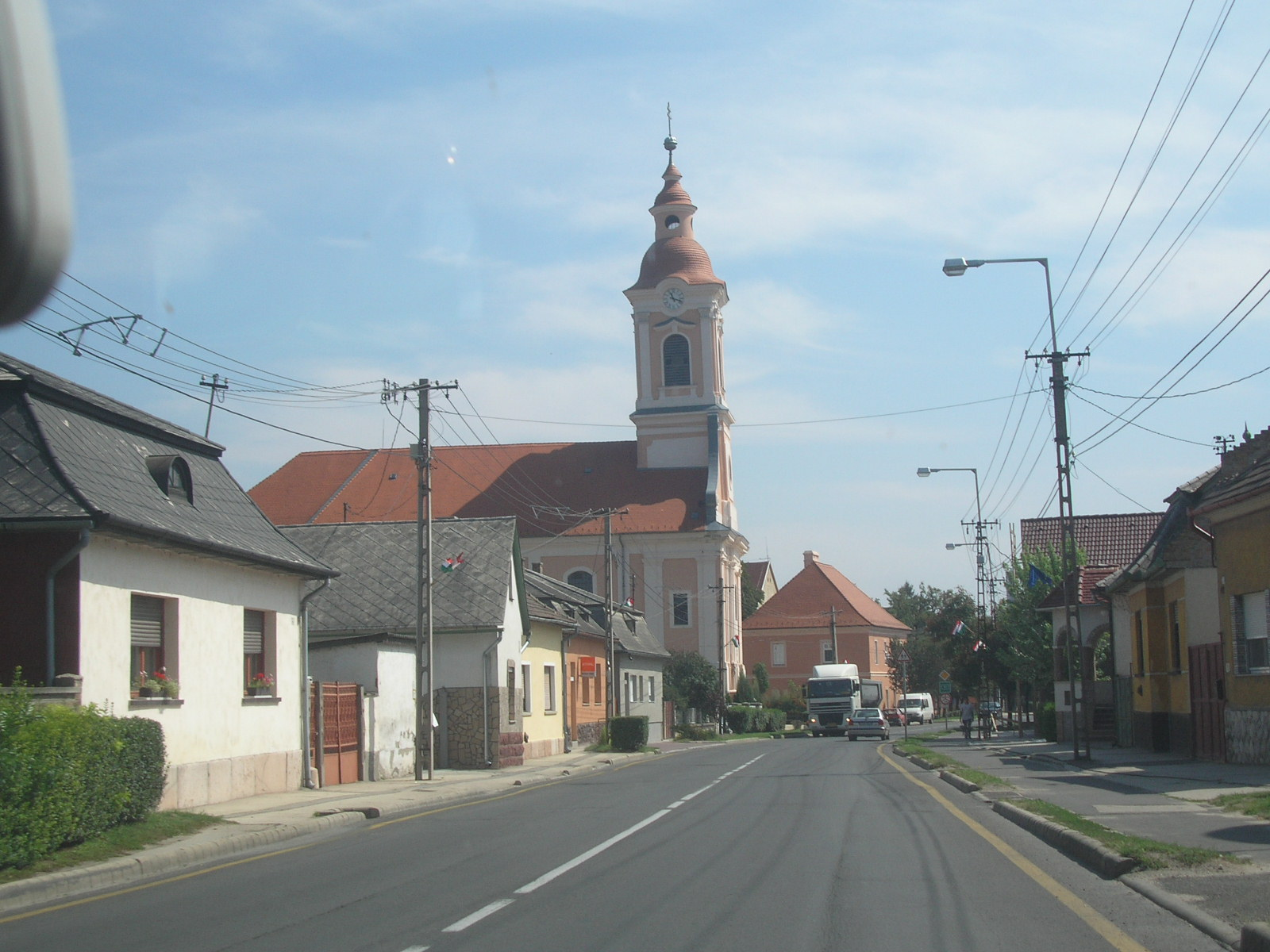
A 10-es főút Nyergesújfaluban

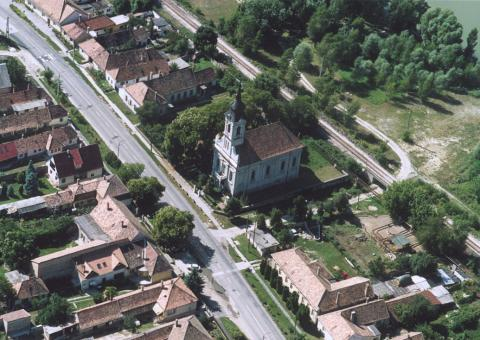
Dunaalmás, felülnézetben a 10-es út

A 10-es számú főút Budapestről (Óbudától) Dunaalmásig tart, végighalad a Dorogtól Lábatlanig húzódó Duna-menti iparvidéken, megtartva az idők folyamán kialakult, hagyományos Bécs-Buda országút nyomvonalát. A 10-es főutat Bécsi útnak is nevezik, mivel régebben Bécsig haladt, de ma már a dunaalmási vége utáni szakasz az 1-es főút része, a hegyeshalmi határátkelőig.

## Fekvése
A főút Budapest III. kerületéből indul az óbudai Flórián tértől kezdődő Vörösvári út, majd Bécsi út formájában, utána a főváros, Üröm és Solymár hármashatára közelében lép át Pest vármegye területére, melynek északnyugati részén, a Pilist és a Budai-hegységet elválasztó Aranyhegyi-patak völgyében halad, egészen a Kopárosi-hágóig, ahol eléri nyomvonala legmagasabb pontját. Onnan továbbhaladva északnyugati irányba, belép a Kenyérmezői-patak vízgyűjtő területére, és egészen Tokodaltáróig annak völgyében halad. A hágót elhagyva rövidesen átlép Komárom-Esztergom vármegye területére, ahol északról még továbbra is a Pilis, dél felől viszont már a Gerecse hegység legkeletibb nyúlványai határolják. Táttól kezdve a Duna vonalával párhuzamosan, annak partján halad, többnyire csak néhány száz méternyire tőle, mígnem a Dunaalmás és Almásfüzitő közötti lakatlan részen, az 1-es főútba becsatlakozva ér véget.
A főút általában igen nagy forgalmú, dacára annak, hogy a hosszú távú, nemzetközi forgalom alól nagyrészt mentesíti a vele párhuzamosan, néhány tíz kilométerrel délebbre húzódó M1-es autópálya, az 1-es főút és a Budapest-Bécs vasúti fővonal is. A főútra a Flórián tértől az Árpád hídról, a Pacsirtamező útról vagy a Szentendrei útról, azaz a 11-es főútról a Vörösvári úton át, illetve feljebb, a Bécsi útról lehet közvetlenül ráhajtani. A 10-es főúttal párhuzamosan, annak közvetlen közelében húzódik még a Budapest–Esztergom-vasútvonal, illetve az Esztergom–Almásfüzitő–Komárom vasútvonal is.

## Története
Nyomvonalával közel azonos útvonalon haladt keresztül a római hadiút, amely Aquincumot és a nyugati provinciákat kötötte össze. Az 1700-as években a Bécs és Buda közti forgalom növekedésével párhuzamosan ismét közlekedési csomópont lett Dorog, a postakocsi-állomásán gyakran megfordultak a kor olyan jeles személyiségei, mint Kazinczy Ferenc, Széchenyi István, Wesselényi Miklós.
1927-ben épült meg Tát és Nyergesújfalu között az az egy kilométeres, egyenes, vízszintes betonútszakasz, amely 1-1 kilométer hosszú kifutóival együtt – elsőként a világon – alkalmas volt sebességi autóversenyek lebonyolítására.
A kereskedelem- és közlekedésügyi miniszter 70 846/1934. számú rendelete a teljes hosszában elsőrendű főútnak nyilvánította, az 1-es főút részeként; az akkori nyomvonal csekély különbségektől eltekintve szinte azonos volt a maival. Egy dátum nélküli, feltehetőleg 1950 körül készült térkép ugyancsak az 1-es főút részeként mutatja a mai 10-es vonalát.

## Települések az út mentén
Budapesten, (Óbudán) a Flórián tértől az Árpád hídnál kezdődik az útvonal. Budapesttől északnyugati irányban halad egészen Tátig, ahol eléri a Dunát. Ezután a Duna jobb partját követve halad egészen Almásfüzitőig, ahol becsatlakozik az 1-es főútba.
Budapestet elhagyva az út először Üröm, majd Pilisborosjenő és Solymár külterületét érinti (előbbi települések felé az 1108-as, utóbbi központjába a 11 106-os út ágazik le), majd nem sokkal a 14-es kilométerkő után elhalad a solymári katonai temető (hivatalos angol nyelvű elnevezése szerint Budapest War Cemetery) mellett. Keresztülszeli Pilisvörösvár városközpontját, ahol jobbra lefordulva az 1109-es úton Csobánkán át Pomázra illetve Szentendrére is el lehet jutni (ezen az úton könnyen megközelíthető a Kis- és Nagy-Kevély), nem sokkal később a 11 108-as út is kiágazik belőle, Pilisszántón át a Pilis-tető illetve a Dobogó-kő felé, majd a településről kifelé haladva, egy, a 20. század elején megnyitott dolomitbánya közelében keresztezi a Budapest–Esztergom-vasútvonalat. (Korábban szintben keresztezte, de a vasútvonal 2012-2015 között végrehajtott felújítása óta „átbújik” alatta.) Miután kiért az út a városból, balra Pilisszentiván-Solymár érintésével vissza lehet térni a fővárosba, az 1107-es úton, a BAH-csomóponthoz. Mielőtt beér az út Piliscsabára, elhalad a település két egykori laktanyája mellett, melyekbe 1956-ban a megszálló Vörös Hadsereg katonái költöztek, majd a rendszerváltás után a PPKE Bölcsészet- és Társadalomtudományi Kara vette birtokba a területet. Piliscsabát a szomszédos Tinnyével összeköti az 1133-as út, ez a kedvelt kirándulóhely, a Garancsi-tó mellett is elhalad.
Az egymással szinte összeépült agglomerációs településeket elhagyva a főút által érintett következő település Pilisjászfalu, mely közigazgatásilag korábban Piliscsabához tartozott, de 1994-ben önállósult. Itt torkollik be a 102-es út Tinnye-Zsámbék-M1 irányából. A Piliscsévre vezető leágazásnál lép át a főútvonal Komárom-Esztergom vármegyébe (itt egy körforgalomban ágazik ki egy út az említett település lakott területe felé), ahol először Leányvár keleti felén halad keresztül, majd Dorog határába ér, ahol a várost elkerülő 117-es főút elágazása található; ugyanitt lehet letérni Kesztölc felé is. Dorog város központjában ágazik ki a 10-esből a 111-es főút, amely Esztergom gyors összeköttetését biztosítja Budapesttel; jóllehet Esztergom és a főváros távolsága erre – kicsivel – kisebb, mint a közvetlen Budapest-Esztergom főútvonalon, a Dunakanyarban haladó 11-es úton. Ugyancsak a dorogi szakasz egy leágazásától érhető el Csolnok is, az 1106-os úton. Ez az út tovább Dág-Úny érintésével éri el Tinnyét, amely Pilisjászfalu szomszéda a 102-es úton, de az utóbb említett két faluból (Dág, Úny) Komárom-Esztergom vármegye belső települései (Bajna, Nagysáp, Sárisáp) is könnyedén megközelíthetők.
Dorog után a főút Tokodaltáró községen halad keresztül, amely 1992-ig Tokod része volt. Tokodon 1839-től bányásztak szenet, de jelentős volt a már megszűnt üveggyára is, amely öblösüveget, üvegcsöveket, vákuumtechnikai üvegalkatrészeket gyártott. A barnaszénbányászatáról híres települést elhagyva Tátra ér az út. Még mielőtt beérne Tát ófalujába, kiágazik belőle az 1011-es út Esztergom irányába (amely a 117-es megépülte előtt a 11-es út része volt), majd rögtön utána az 1119-es út dél felé, mely Bajna-Tarján-Tatabánya felé biztosít összeköttetést. 
Az útvonal Tát végénél éri el ismét a Duna vonalát, ugyanitt csatlakozik vissza hozzá a 117-es főút is; szintén Tátról érhető el egy rövid mellékúton a közeli Mogyorósbánya. Itt érdemes megemlíteni a táti Halászcsárdát, mely a halételek szerelmeseinek szerezhet felejthetetlen estéket.
Nyergesújfalu a főút által érintett következő település, ahol az 1125-ös úton lehet Bajóton át Bajna felé letérni. A település helyén egyébként a római időkben Crumerum nevű kisvároska állt; castrumának csekély maradványai ma is láthatók. A város ma fontos ipari központ, legjelentősebb az 1940-es évek elején épült Viscosa gyára, ahol műselymet, celofánt, műanyag szivacsokat gyártanak. Az Eternit művekben betiltásáig azbesztcement tetőfedő lemezeket gyártottak, ma burkolóanyagokat és csöveket készítenek.
Lábatlanon működik az ország legnagyobb cementgyárainak egyike, ahol a Gerecse-hegység márgájából és mészkövéből állítanak elő cementet. A 19. századi első cementgyár kemencéinek maradványait ipari műemlékként őrzik. Lábatlan egy része régi nevét vette fel. Itt a 11 132-es és a 1126-os utak ágaznak ki belőle. Piszkén működik az ország egyik legnagyobb, s legkorszerűbb papírgyára, ahol papírvattát, vécépapírt, vékony csomagolópapírt gyártanak. A tőle 1 kilométerre lévő Süttőn, illetve a falutól nem messze lévő Haraszt-hegy kőfejtőjében bányásszák a messze földön híres, süttői fehér mészkövet, amit 12. századtól kezdve szobrászati célokra is, de alapvetően lakások és intézmények burkolásra használnak. Szintén Süttőnél letérve, az 1127-es úton lehet eljutni Vértestolnára; ezen az úton érhető el a Nagy-Gerecse is, amely a Gerecse-hegységnek és egyben Komárom-Esztergom vármegyének is a legmagasabb pontja.
Neszmély a Gerecse Duna menti peremén a Dunára néző teraszos lejtőket lösztakaró takarja, s rajta kitűnő szőlők teremnek. A település a róla elnevezett Neszmélyi borvidék egyik központja is egyben; egyik legnagyobb bortermelő vállalkozása, a Hilltop Neszmély ma csak önkormányzati úton érhető el a településről, de korábban az az út a 11 136-os számozást is viselte. Dunaalmáson – amely Neszméllyel gyakorlatilag összeépült, korábban Almásneszmély néven egyesítve is volt a két község – sok évszázada ismerik és kedvelték a feltörő langyos vizű forrásokat. Jelentőségük mára jelentősen csökkent a tőle 15 km-re lévő komáromi termálforrások miatt. A településen a 1129-es út ágazik ki a főútból Tata felé. A falu temetőjében találjuk Csokonai Vitéz Mihály múzsájának, Vajda Lillának 1855-ben állított újgótikus stílusú sírkövét. A környék történelmi nevezetessége, hogy a községgel szembeni Duna-partnál és a Zsitva-folyó torkolatánál kötötték meg a zsitvatoroki békét 1606. november 11-én, ami véget vetett a 15 éves török háborúnak. Az út innen a folyóval párhuzamosan halad tovább, végül az 1-es főútba érkezik, ahonnét az útvonal 1-es számmal folytatódik az Bécs illetve az ausztriai országhatár felé; ugyanitt csatlakozik az Esztergom-Almásfüzitő (4-es) vasútvonal is a Budapest-Hegyeshalom (1-es) vasútvonalba. Innen nincs messze Almásfüzitő, de alig tíz kilométerre található Komárom, amelyen keresztül szlovákiai célpontok is könnyen elérhetők (a legközelebbi Komárom (Szlovákia)).

## Tervek az út jövőjére vonatkozóan
A 10-es főút Budapest és Dorog közötti szakaszán a szuburbanizáció és az iparosodás - a Pilis településein lezajlott népességrobbanás (Piliscsaba népessége 1990 óta közel megduplázódott), az ezzel összefüggő motorizáció, valamint a Dorog-Esztergom térségének gyáraihoz kapcsolódó teherforgalom - miatt jelentősen növekedett az út forgalomterhelése a rendszerváltás óta. Az út kiépülése, az 1920-as évek óta a Budapest határa és Dorog közötti 28 km-es szakaszon a népesség 19 945 főről (1920) 57 591 főre (2010) növekedett, lezajlott a motorizáció, ennek ellenére az út ugyanúgy irányonként egy forgalmi sávos maradt.
2015 május 7-étől a Magyar Közút Zrt. a Piliscsaba–Budapest szakaszról kitiltotta a mezőgazdasági gépeket, az állati erővel vont járműveket és a kerékpárokat, utóbbiakat saját biztonságukra hivatkozva, alternatív útvonal, kerékpárút biztosítása nélkül.
A statisztikai elemzések szerint az utóbbi tíz évben a legforgalmasabb szakaszon, Pilisvörösvárnál már napi tizennyolcezer gépjármű is megfordult. Egy tehermentesítő útvonal létesítése  mindenképpen szükségessé vált, amely megosztja a forgalmat. Pilisvörösvár önkormányzata elkészítette a települést elkerülő út tervét, amely jól kapcsolható lenne az észak-déli nemzetközi forgalmat bonyolító M11-es gyorsforgalmi úthoz, valamint a tervezett 10-es tehermentesítő útvonalhoz.

## Érdekességek
- Az út Piliscsaba és Pilisvörösvár közti szakaszán vették fel A kenguru című, 1975-ös játékfilm egy-két rövidebb jelenetét.